# 글렌긴가락박쥐
글렌긴가락박쥐(Miniopterus gleni)는 긴가락박쥐과에 속하는 박쥐의 일종이다. 마다가스카르섬에서 발견된다.

## 특징
전체 몸길이가 18~131mm인 작은 박쥐로 전완장은 47~50mm, 꼬리 길이는 50~63mm이다. 발 길이는 7~9mm, 귀 길이는 12~15mm이고 몸무게는 최대 17.5g이다.

## 생태
최대 90마리까지 무리를 지어 주로 수원지 근처의 동굴 안에서 생활한다. 먹이는 곤충이다.

## 분포 및 서식지
마다가스카르섬 남동부 지역을 제외한 대부분의 마다가스카르섬에 널리 분포한다. 서식지는 해발 1,200m 이내 고도의 습윤 숲과 건조 낙엽성 숲, 가시덤불숲이다.